# Jan Majkowski
Jan Majkowski (* 20. Oktober 1952; † 10. Juli 2014 in Nürnberg) war ein deutscher Fußballspieler und -trainer.

## Spielerkarriere
Majkowski schaffte aus der Jugend des 1. FC Nürnberg unter Trainer Barthel Thomas in der Saison 1970/71 den Sprung ins Profiteam. Nachdem Zlatko "Tschik" Čajkovski 1971 das Traineramt übernahm, etablierte sich Majkowski im Regionalligateam, für das er von 1971 bis 1974 insgesamt 32 Spiele in der Regionalliga Süd bestritt und in diesen zwei Tore erzielte. 1974 qualifizierte er sich mit dem Club für die neugegründete 2. Bundesliga Süd. In den folgenden drei Jahren kam der Mittelfeldspieler auf 104 Zweitligaspiele und sechs Tore. 1977 wechselte er für eine Saison zum 1. FC Amberg, kehrte dann aber zum Club zurück. Zunächst in der Amateurelf, war er später Ergänzungsspieler des Profikaders und schaffte mit seinen Mannschaftskollegen in der Saison 1979/80 den Aufstieg in die Bundesliga. Er absolvierte am 30. Mai 1981 beim 1:1 gegen den FC Schalke 04 sein einziges Bundesligaspiel, als er in der 80. Minute eingewechselt wurde. Danach beendete Majkowski seine Karriere.

## Trainerlaufbahn
Nach dem Ende seiner Karriere trainierte er von 1995 bis 2002 als Co-Trainer die Amateure des 1. FC Nürnberg an der Seite von Cheftrainer Dieter Nüssing. Nach seinem Weggang aus Nürnberg wurde er Cheftrainer des Verbandsligisten TSV Röthenbach bei St. Wolfgang. Im Anschluss daran trainierte er den 1. SC Feucht, den TSV Wendelstein, den ESV Rangierbahnhof, den FV Wendelstein und bis zu seinem Tod den TSV Fischbach.

## Erkrankung und Tod
Im Frühjahr 2013 erkrankte Majkowski an Krebs, welchem er am 10. Juli 2014 erlag.